# La Voile noire
La Voile noire est un livre de Mikhaïl W. Ramseier de 2006 qui aborde la thématique de la filiation entre anarchie et piraterie.

## Banques de données, dictionnaires et encyclopédies
- Notices d'autorité :   - WorldCat